# Augustus Prew
Augustus Prew, född 17 september 1987 i Westminster, London, är en brittisk skådespelare.
Prew har bland annat medverkat i TV-serierna The Morning Show (2019–2021) och Nolly – en såpastjärnas fall från 2023. Han har även medverkat i filmerna Om en pojke från 2002, Charlie St. Cloud från 2010, Kick-Ass 2 från 2013.

## Filmografi (i urval)
- 2002: Om en pojke
- 2008: Månprinsessan
- 2010: The Kid
- 2010: Charlie St. Cloud
- 2013: Kick-Ass 2
- 2017: Prison Break
- 2019–2021: The Morning Show
- 2023: Nolly – en såpastjärnas fall
- 2024 – Players